# Elizabeth Barrett Browning

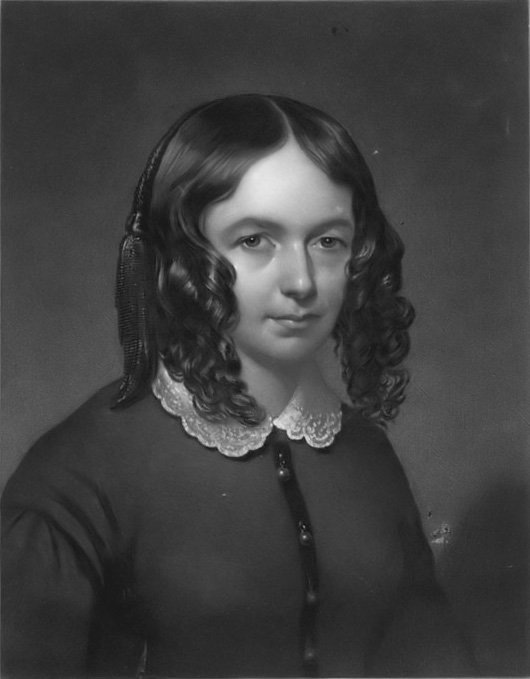
Elizabeth Barrett Browning

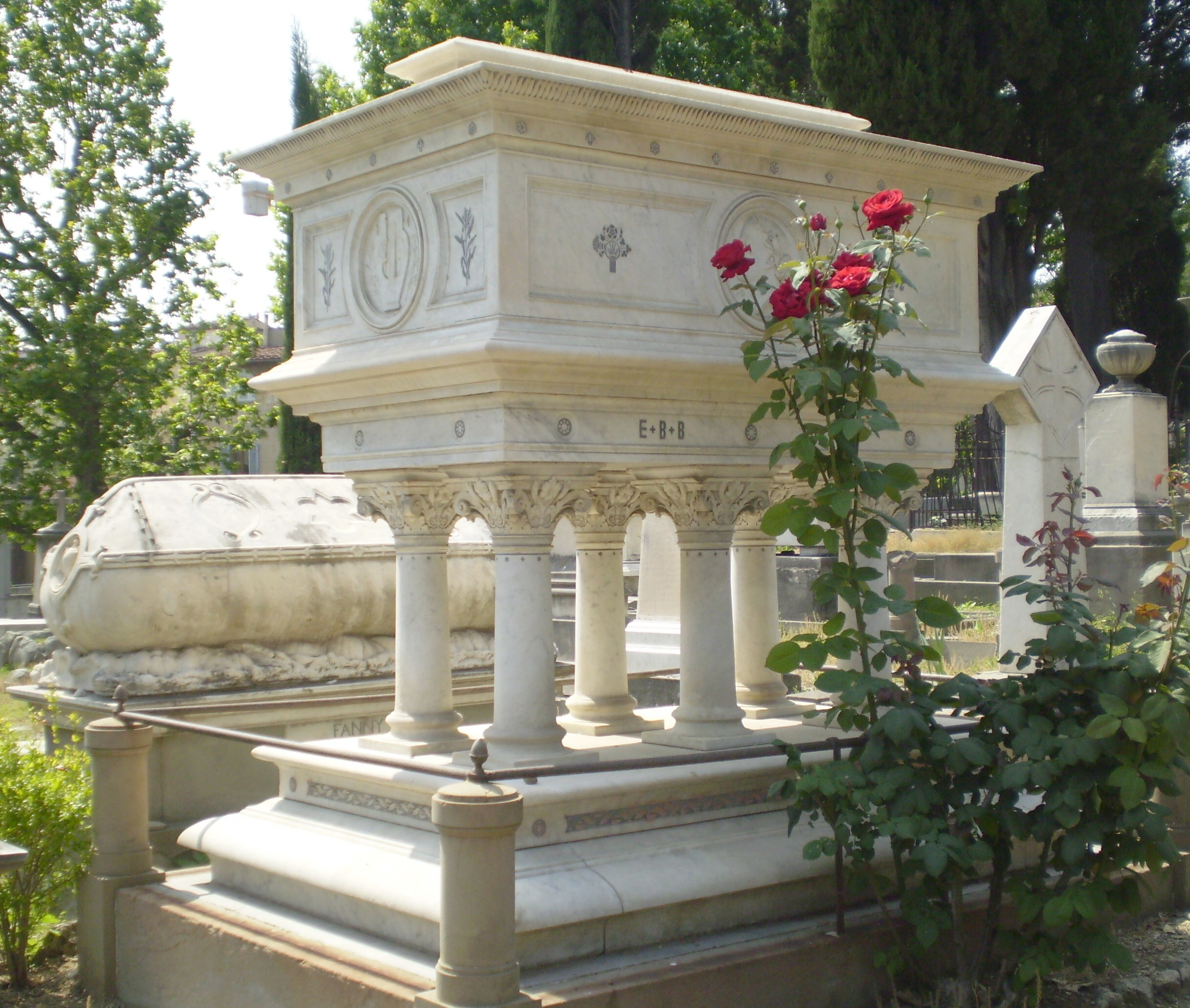
Grab auf dem Cimitero degli Inglesi in Florenz

Elizabeth Barrett Browning (* 6. März 1806 in Durham, England, als Elizabeth Barrett Moulton-Barrett; † 29. Juni 1861 in Florenz) war eine englische Dichterin.

## Leben
Die Tochter von Edward Moulton-Barrett und Mary Graham-Clarke begann in jungen Jahren Gedichte zu schreiben. Ihr Vater ließ sogar ein episches Gedicht über den Kampf von Marathon in kleiner Auflage drucken. Sie wurde zu Hause unterrichtet und lernte Französisch, Latein und Griechisch. Als Jugendliche wurde sie krank, die Ursache konnte nie geklärt werden. Sie wurde von ihrer Familie als Behinderte umsorgt.
Die Familie lebte von dem Geld, das ihre Zuckerplantagen auf Jamaika abwarfen. Als die Sklaverei dort abgeschafft wurde, musste die Familie zunächst nach Sidmouth ziehen, wo Elizabeth 1835 Prometheus Bound schrieb, und danach nach London. Dort ließ ihre Gesundheit weiter nach, was ihren Arbeitseifer aber nicht behinderte. Sie hat viele Gedichte veröffentlicht: Ihr erster Gedichtband, The Battle of Marathon: A Poem, wurde 1820 privat gedruckt (bei W. Lindsell). Sechs Jahre später erschien anonym die Sammlung An Essay on Mind and Other Poems. Elizabeth nahm regen Anteil am literarischen Leben der Metropole. 1838 erschien ihr Gedichtband The Seraphim and Other Poems, der gute Kritiken erhielt. Elizabeths Gesundheitszustand verschlechterte sich: Zu einer Rückgratverletzung aus der Kindheit kam noch ein Lungenleiden hinzu. Elizabeth hielt sich zur Erholung längere Zeit in Torquay auf, zurückgezogen, aber
produktiv wie zuvor.
Im Jahr 1828 starb ihre Mutter. 1840 starben zwei Brüder: Zuerst Samuel und dann Edward, der ertrank. Danach begann Elizabeth Barrett, jeglichen Kontakt mit Menschen zu meiden. Sie lebte in der Londoner Wimpole Street Nr. 50, dort verbrachte sie die meiste Zeit im Bett. Ihre einziger Gefährte war ihr Hund Flush. Dennoch widmete sie sich der Literatur und publizierte mehrere vielbeachtete Werke.  Den Verlust ihres jüngsten Bruders Edward, genannt Bro, hat Elizabeth nie ganz verwunden –, auf seinen Tod bezieht sich das Gedicht Grief.
Soziale Probleme wie Kinderarbeit und Sklaverei kritisiert Elizabeth in ihren einflussreichen Gedichten The Cry of the Children (1843) und The Runaway Slave at Pilgrim’s Point (1848). 1844 erschien Elizabeths hochgelobte zweibändige Sammlung Poems (London: Moxon), die Robert Brownings Aufmerksamkeit erregte. 1850 veröffentlichte sie eine überarbeitete Fassung, die auch die berühmten Liebesgedichte Sonnets from the Portuguese enthielt.
1845 dann traf sie Robert Browning, den sie später heiratete, obwohl ihr Vater strikt dagegen war. Das Paar zog heimlich nach Italien, und sie produzierte dort mehrere Werke, auch politische über die Freiheitskämpfe (Risorgimento) in der Toskana. Nach einem kurzen Aufenthalt in Pisa lebte das Paar fortan in der Casa Guidi in Florenz. 1849 kam der gemeinsame Sohn zur Welt. Auf den zahlreichen Reisen traf Elizabeth 1852 in Paris mit ihrem Idol George Sand zusammen, der sie Sonette gewidmet hatte. 1857 erschien ihr epischer Versroman Aurora Leigh (London: Chapman & Hall). Im Jahre 1850 erschien ihr vielleicht bekanntestes Werk, Sonnets from the Portuguese (Sonette aus dem Portugiesischen) mit Liebesgedichten. Besonders bekannt ist How do I love thee? Let me count the ways! … (Wie liebe ich dich? Lass mich zählen, auf wie viele Arten und Weisen ich dich liebe …). 1860 erschien ein gesammeltes Werk mit ihren Gedichten.
Elizabeth Barrett Browning starb 1861 in Florenz in den Armen ihres Ehemannes. Sie ist auf dem dortigen Cimitero degli Inglesi begraben.

## Rezeption
Elisabeth Barrett Browning gilt als eine große Dichterin englischer Literatur des Viktorianischen Zeitalters. Nach dem Tode von William Wordsworth im Jahr 1850 war sie sogar für dessen Nachfolge als Poet Laureate im Gespräch. Ihre Werke sind zärtlich, filigran, aber gezeichnet von tiefgehenden Gedanken. Ihr eigenes Leiden zusammen mit ihren intellektuellen und moralischen Stärken hat sie zur Heldin der Leidenden gemacht.
Der englische Komponist Sir Edward Elgar vertonte ihr Gedicht Sabbath Morning at Sea in seinem Werk Sea Pictures op. 37, das 1899 uraufgeführt wurde.
Die englische Schriftstellerin Virginia Woolf veröffentlichte 1933 die Erzählung Flush – Die Geschichte eines berühmten Hundes. Die Autorin nannte ihr Werk eine Biografie.
Barrett Brownings Sonnets from the Portuguese wurden von Rainer Maria Rilke als „Sonette aus dem Portugiesischen“ bei weitestgehender Einhaltung des Enjambements ins Deutsche übersetzt. Die Übersetzungen Rilkes der Sonette „Sag immer wieder“ (Say over again), „Briefe, nun mein!“ (My letters!) und „Sein erster Kuß“ (First time he kissed me) wurden 1940 von Viktor Ullmann als „Drei Sonette aus dem Portugiesischen“ für Singstimme und Klavier vertont.
Sonnett XXII aus den Sonnets from the Portugese wird im Film Love Story (1970) zitiert (Hochzeitgelübde der Braut). Im Tafelservice berühmter Frauen von Vanessa Bell und Duncan Grant von 1934 ist ihr ein Teller gewidmet.

## Zitat
„Er (Martin) hatte von der kränkelnden Elisabeth Barrett gehört, die ihre Beine jahrelang nicht auf den Boden gestellt hatte – bis zu jenem Flammentag, an dem sie mit Browning durchbrannte und aufrecht unter freiem Himmel stand.“